# تيما-ديرا

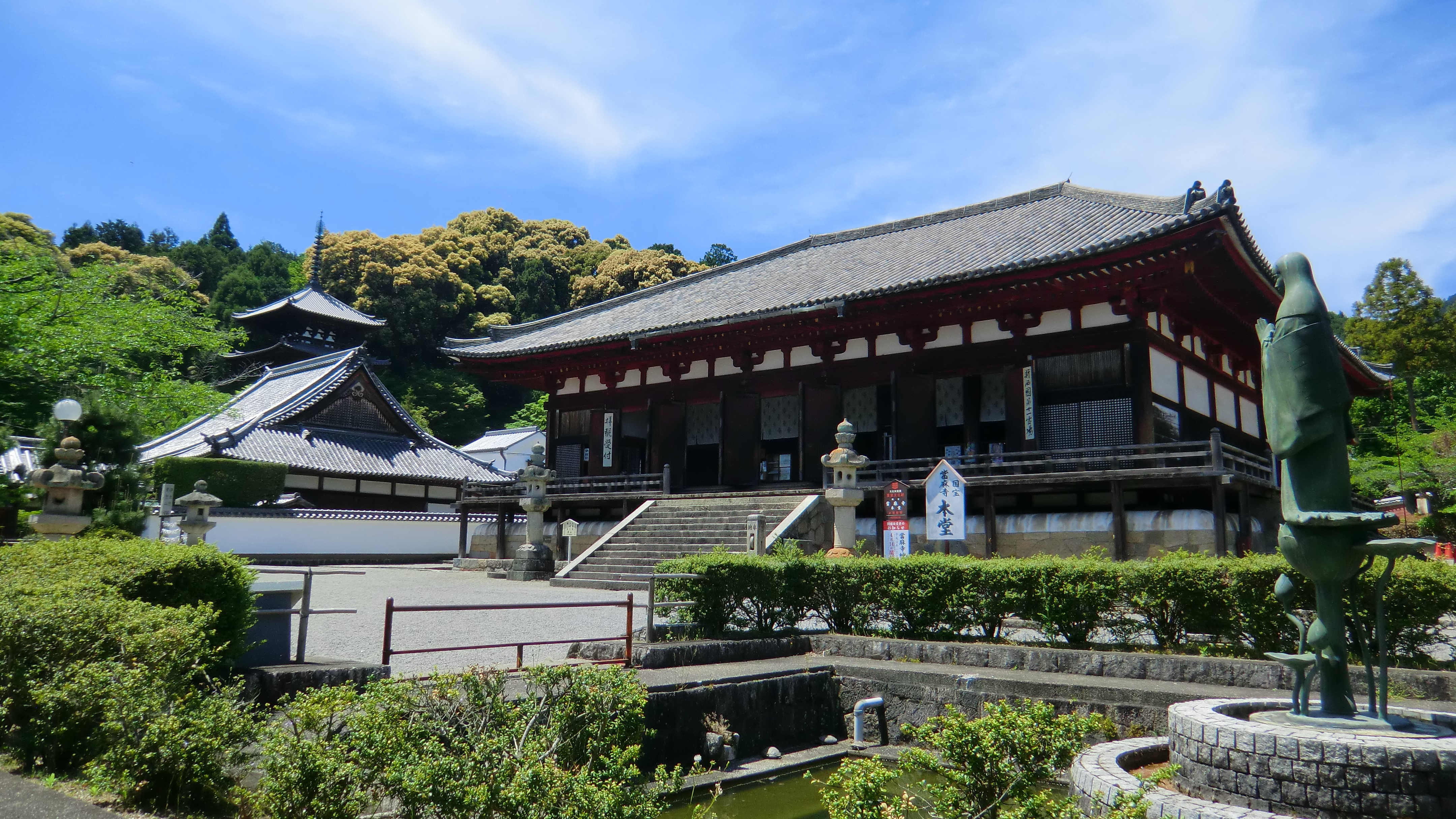
تيما ديرا

تيما ديرا (باليابانية : 當 麻 寺) هو معبد بوذي يقع في كاتسوراغي بمحافظة نارا ، اليابان. تقول أسطورة المعبد إنه قد تم إنشاءه في الأصل عام 612 من قبل الأمير الإمبراطوري ماروكو ، شقيق الأمير شوتوكو . تم نقل المعبد إلى موقعه الحالي في عام 681 من قبل حفيد الأمير ماروكو ، وكان بمثابة المعبد الرئيسي ، أو الهونزان (本 山) لطائفة هوسو على الرغم من أن المعبد حاليًا يدار بشكل مشترك من قبل مدارس شينغون والجودو.

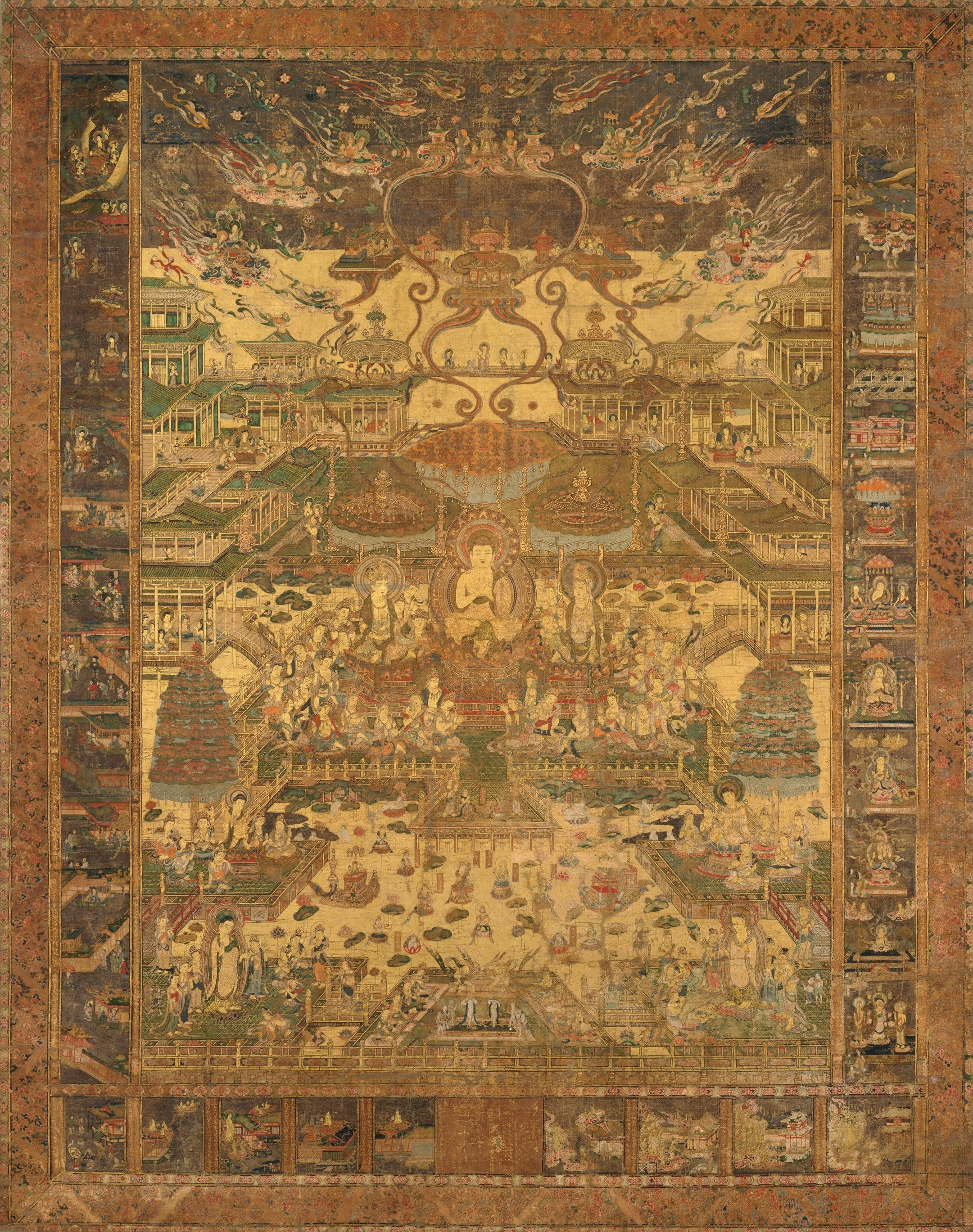
تيما ماندالا (نسخة) ، فترة كاماكورا ، القرن الرابع عشر ، اليابان

الهدف الرئيسي لأنشاء هذا المعبد هو تبجيل مايتريا بوديساتفا ، ولكن الأكثر شعبية هو تيما ماندالا ، تمثيل رسومي للسوكهاتي الارض النقيه ، . يُعتقد أن تيما ماندالا تم نسجها في يوم واحد من قبل الأميرة تشوجو.

## البناء

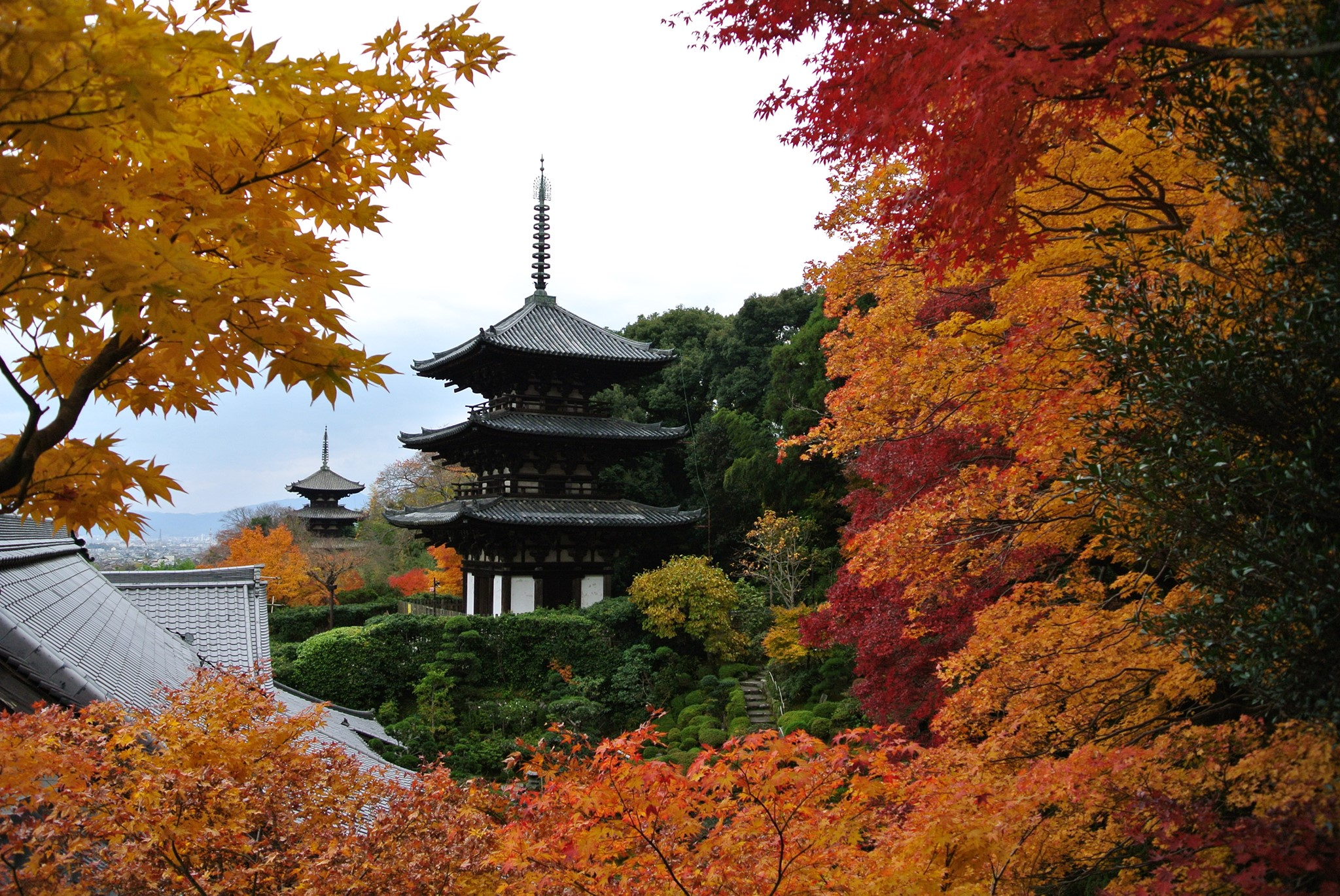
باغودا توأم تيما ديرا

تيما ديرا هو المعبد الوحيد في اليابان الذي حافظ على الباغودا التوأم الأصلية ، والتي يعود تاريخها إلى حوالي 710 م. تشتهر الحدائق المحيطة بزهور الفاونيا التي تزهر في شهر مايو وبركة اللوتس الكبيرة التي تزهر في يونيو.
يتكون المعبد من ثلاث قاعات رئيسية وهي كالتالي قاعة ماندالا الرئيسية ، و قاعة الكوندو و قاعة الكودو ويحيط بالمعبد العديد من المعابد الفرعية و أهمها هي معبد أوكونوين و معبد وسينانين و معبد وناكانوبو ، و معبد وجونينين. و تحتوي على تماثيل بوذية ولوحات بوذية ومنتجات حرفية ، والعديد منها كنوز وطنية وممتلكات ثقافية مهمة.

### قاعة ماندالا الرئيسية

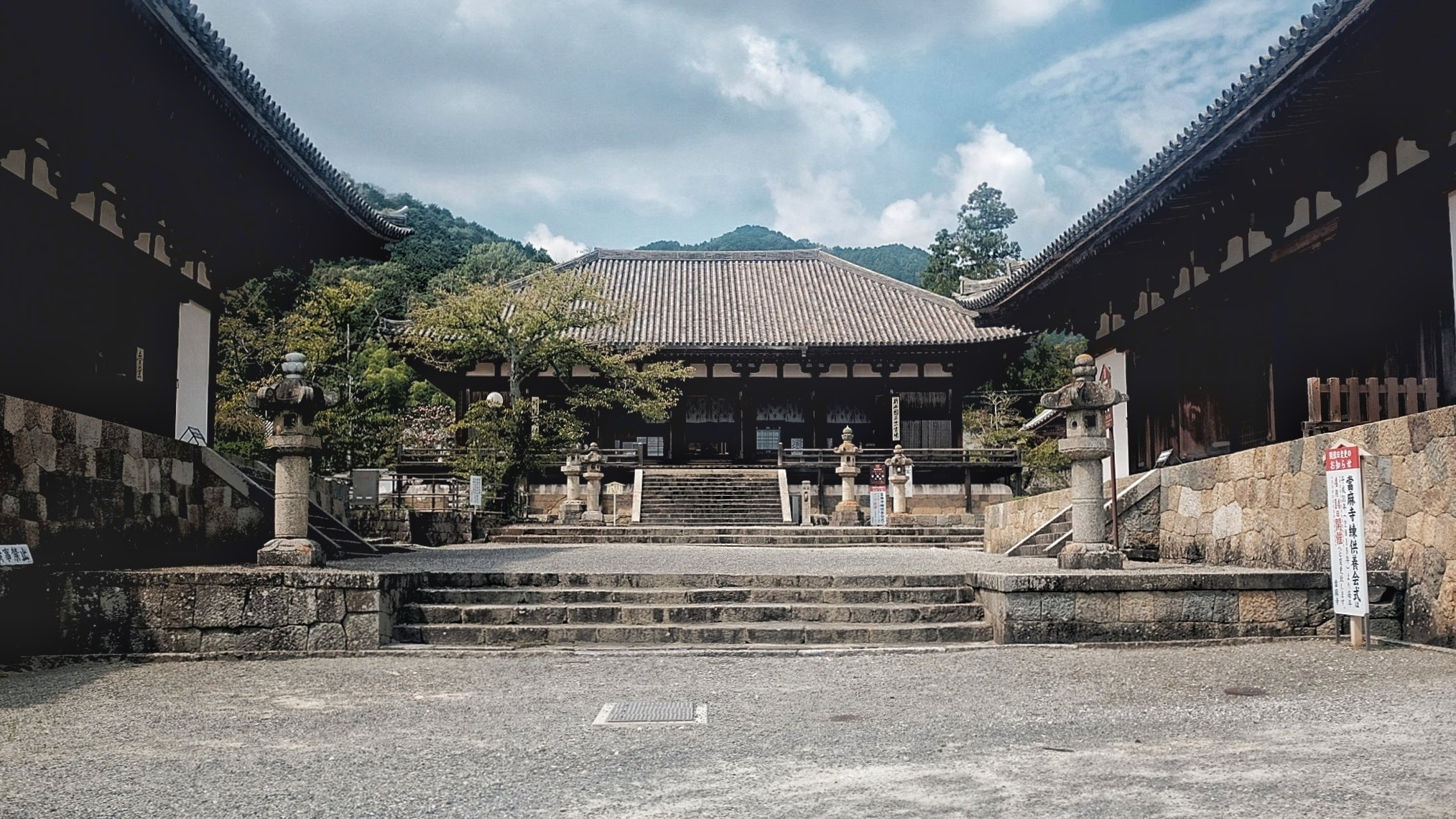
قاعة ماندالا الرئيسية مع كوندو على اليسار وكودو على اليمين

تُعرف قاعة الماندلا أيضًا باسم هوندو وهي القاعة الرئيسية في التيماديرا وتضم التيماديلا، وهو الكنز الوطني الأهم في المكان .

### قاعة الكوندو
في وقت البناء ، تم تعيين قاعة الكوندو كقاعة رئيسية في معبد التيماديرا قبل التحول إلى قاعة مانديلا الرئيسية يضم تمثالًا لمايتريا بوديساتفا وهو أقدم تمثال طيني لبوذا في اليابان.

### قاع الكودو
تقع قاعة الكودو مقابل قاعة الكوندو وتضم العديد من التماثيل البوذية الجميلة التي يعود تاريخها بين القرن التاسع إلى القرن الثاني عشر.

### معبد أوكونوين (المعبد الداخلي)
يقع معبد أوكونوين في الطرف الغربي من المعبد. تحتوي على حديقة الجودو (حديقة الأرض النقية) وهي أكبر حديقة تمثل الجنة المعروضة في تايما ماندالا. هناك زهور الفاوانيا والأوراق الملونة وأزهار أخرى تتفتح على مدار العام.

### معبد سينانين (المعبد الجنوبي الغربي)

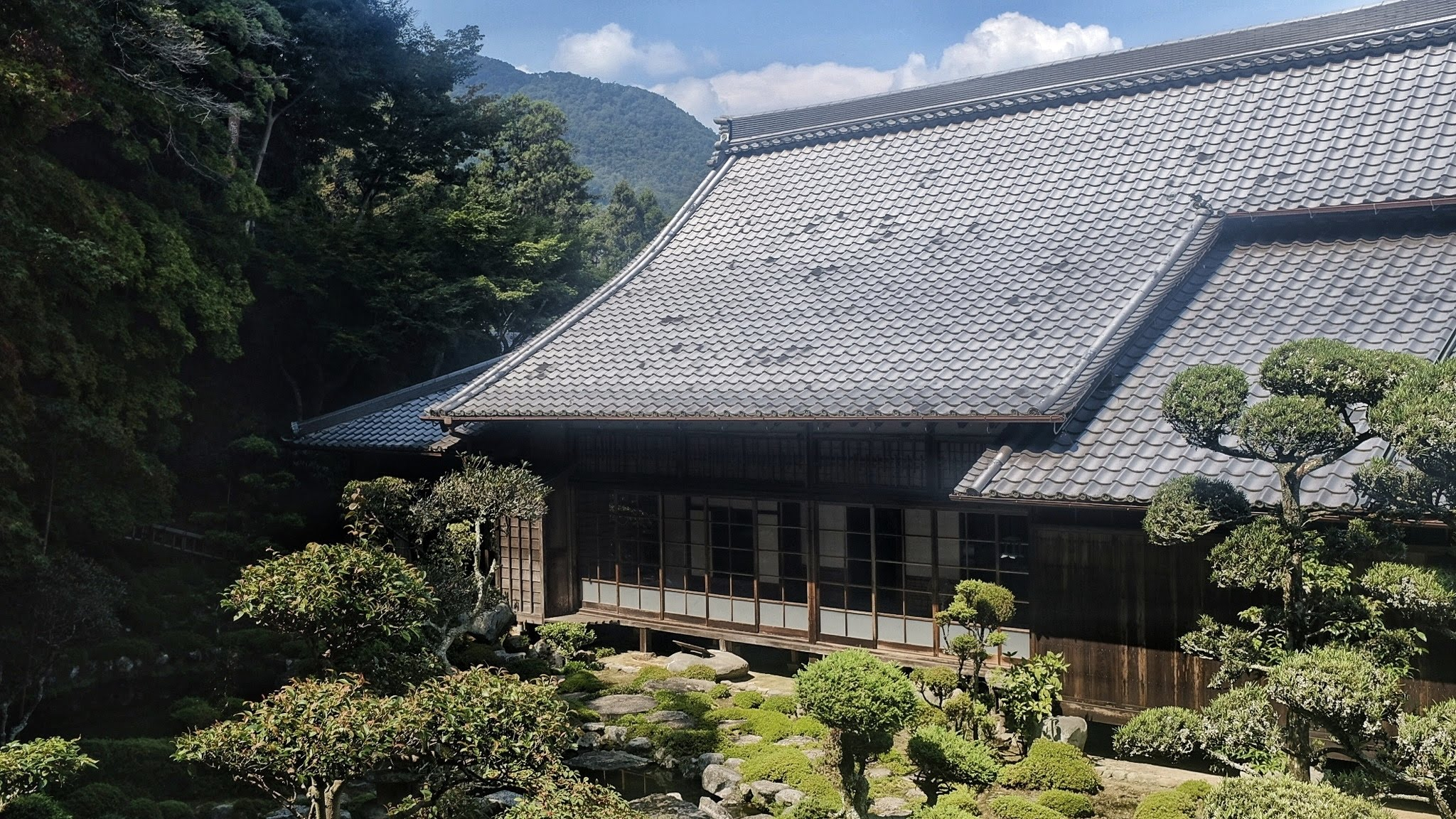
معبد سينانين

تم بناء المعبد الجنوبي الغربي في الأصل ليكون معبدًا حارسًا بالقرب من البوابة الخلفية. هناك ثلاثة تماثيل لكانون كانت تتعبد في قاعتها الرئيسية وفي الخلف توجد حديقة جميلة صنعت في أوائل عصر إيدو.

### معبد ناكانوبو (المعبد الأوسط)
إنه أقدم معبد في تيماديرا وله حديقة جميلة مع منزل حفل الشاي.

### معبد جونينين (معبد الصلاة)
يقال إن معبد جونينين كان مقر إقامة الأميرة تشوجو. يضم هذا المعبد الأقنعة والأزياء التي تمثل البودسف المستخدمة في حدث Neri-Kuyo Eshiki الموضح أدناه.

### الأحداث
الحدث الأكثر شهرة في تيماديرا هو Neri-Kuyo Eshiki وهو عرض تذكاري خاص للأميرة تشوجو. إنه يتميز بموكب من خمسة وعشرين كاهنًا يرتدون أقنعة وأزياء خاصة تمثل البوداسَف والذين يعيدون تمثيل العالم الذي صوره تيما مانديلا. فيمشون ويرقصون عبر جسر طويل ، يُعتقد أنه يربط هذا العالم بالأرض النقية ، مما يمنح الأمل لعامة الناس بأنهم أيضًا قد يصلون يومًا ما إلى الأرض النقية أو الجنة بحسب المعتقد البوذي .